# Дэвид, Ларри
Ло́уренс Джин «Ла́рри» Дэ́вид (англ. Lawrence Gene "Larry" David; род. 2 июля 1947, Нью-Йорк) — американский актёр, сценарист, комик и продюсер. Известен как сценарист и исполнительный продюсер телесериала «Сайнфелд», сценарист шоу «Комедианты», создатель и исполнитель главной роли сериала «Умерь свой энтузиазм».

## Биография
Дэвид родился в семье евреев в Бруклине, Нью-Йорк. Он окончил среднюю школу «Sheepshead Bay», а потом Мэрилендский университет со степенью бакалавра истории (1969), а затем бакалавра бизнеса (1970). После окончания университета он был зачислен в резерв Армии США на три года.

### Личная жизнь
Дэвид женился на Лори Леонард 31 марта 1993 года. У них родилось две дочери, Кэззи и Роми. С мая 2005 года Ларри и Лори ведут блог в «The Huffington Post». 5 июня 2007 года пара объявила о решении жить по отдельности. 13 июля 2007 года Лори Дэвид подала на развод, сославшись на непримиримые разногласия.

## Карьера

### Ранняя карьера
На заре своей карьеры Дэвид, чтобы оплатить счета, работал клерком в магазине, водителем лимузина и ремонтником телевидения. Он жил на Манхэттен-плаза, вместе с партнёром по «Сайнфелду» Кенни Крамером. С 1980 по 1982 год Дэвид был сценаристом сериала «Пятница», а с 1984 по 1985 год сценаристом ток-шоу «Субботним вечером в прямом эфире». За время работы в ток-шоу он только один раз смог получить скетч на шоу. Позже он оставил работу в шоу. Этот сюжет вдохновил его на создание второго сезона «Сайнфелда». С будущими звездами «Сайнфелда» Дэвид встретился на раннем этапе своей карьеры: с Майклом Ричардсом (Кремер) он работал в «Пятнице», а с Джулией Луи-Дрейфус (Элейн) на «Субботнем вечере в прямом эфире». Ларри Дэвид также сам снялся в эпизоде сериала.

### Сайнфелд
В 1989 году Дэвид совместно с Джерри Сайнфелдом приступил к созданию пилотного выпуска «Хроников Сайнфелда», который стал основой для одноимённого сериала. Дэвид иногда появлялся в эпизодах сериала и озвучивал Стейбреннера, но в титрах как актёр он не указан. Дэвид написал сценарий к семи сезонам «Сайнфелда» и вернулся в 1998 году, чтобы написать финал. Но он продолжал озвучивать персонаж Стейбреннера. Продажи сериала на DVD принесли Дэвиду доход в 55 миллионов долларов. Также 19 раз он был номинирован на премию Эмми.

### Умерь свой энтузиазм

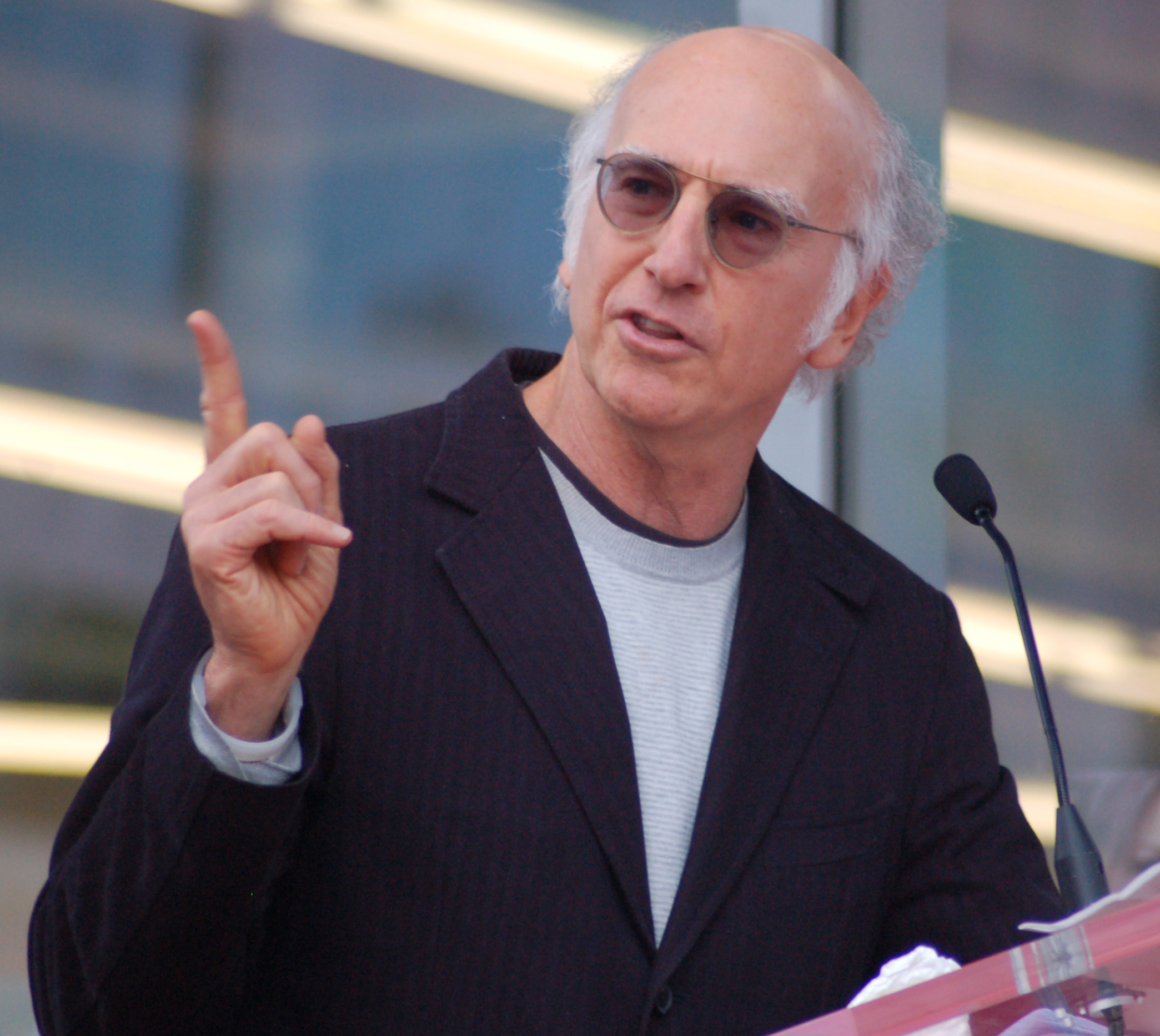
Дэвид в декабре 2009 года.

17 октября 1999 года кабельный канал HBO выделил час эфирного времени для нового проекта Ларри Дэвида: «Умерь свой энтузиазм». Сам сериал стартовал 15 октября 2000 года. Особенностью сериала является то, что актёры получают лишь краткий обзор сцены, которую они разыгрывают. Наряду с Дэвидом в сериале снимаются его друзья Джефф Гарлин, Сьюзи Эссман и Шерил Хайнс. Комики Боб Айнстайн, Ванда Сайкс и Ричард Льюис появляются в шоу регулярно. Актёры Тед Дэнсон и Мэри Стинберджен появлялись в эпизодах в роли самих себя.

### Награды
- Прайм-тайм премии Эмми в номинации «Лучший сценарий — комедийный сериал» (1991—1994) — «Сайнфелд»
- Прайм-тайм премии Эмми в номинации «Лучший сценарий — комедийный сериал» (1993) — «Сайнфелд» — эпизод «The Contest»
- Премия Эмми в номинации «Выдающийся комедийный сериал» — «Сайнфелд»
- Номинация на Золотой глобус — «Лучшая мужская роль в сериале или мюзикле» (2002, 2004, 2005) — «Умерь свой энтузиазм»
- Номер 23 в опросе «Самый лучший комик»[2]
- Прайм-тайм премии Эмми в номинации «Лучший актёр — комедийный сериал» (2003, 2004, 2006, 2010) — «Умерь свой энтузиазм»